# Porophyllum ruderale
Pour les articles homonymes, voir Killi.
Espèce
Classification phylogénétique
Porophyllum ruderale, appelé coriandre bolivienne ou, en langue locale, quirquiña ou killi, est une espèce de plante à fleurs de la famille des Asteraceae originaire d'Amérique tropicale.
C'est un arbuste haut de 1,3 m et de 50 cm de diamètre dont on utilise les feuilles qui dégagent une odeur forte, musquée rappelant vaguement la coriandre, pour faire des sauces piquantes, notamment la llajua.

## Synonymes
- Cacalia porophyllum L.
- Cacalia ruderalis (Jacq.) Sw.
- Kleinia porophyllum (L.) Willd.
- Kleinia ruderalis Jacq.
- Porophyllum ellipticum Cass.
- Porophyllum latifolium Benth.
- Porophyllum macrocephalum DC.
- Porophyllum porophyllum (L.) Kuntze
- Porophyllum ruderale subsp. macrocephalum (DC.) R.R.Johnson
- Tagetes integrifolia Muschl.

## Galerie

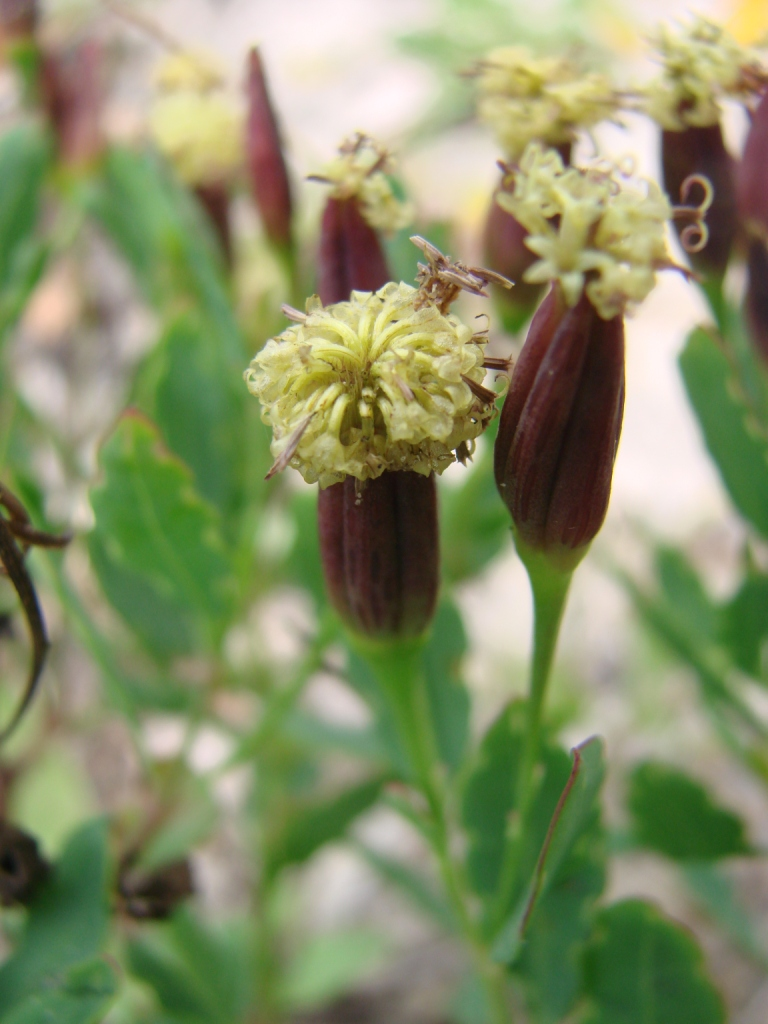
Inflorescence.
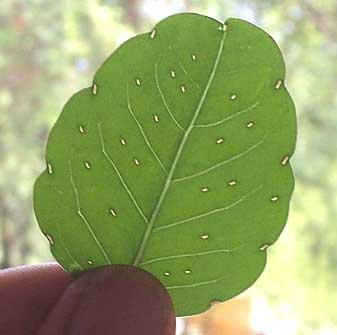
Feuille.